# Воронин, Михаил Степанович
Михаи́л Степа́нович Воро́нин (1838—1903) — русский ботаник, альголог и миколог; основоположник отечественной микологии и фитопатологии. Действительный статский советник.

## Биография
Родился 21 июля (2 августа) 1838 года в Санкт-Петербурге в богатой купеческой семье. Его отец, Степан Дмитриевич, составил состояние на хлеботорговле и уже будучи состоятельным человеком переехал в столицу Российской империи. Здесь он стал содержателем и строителем доходных домов и, как человек умный и деловитый, снискал известность и получил дворянское звание.
Получив весьма основательное домашнее образование под руководством немца-педагога (также среди его домашних учителей был студент университета Н. Г. Чернышевский), Воронин шестнадцати лет от роду поступил в Императорский Санкт-Петербургский университет (1854), где впервые ознакомился с ботаникой на лекциях профессора Ценковского. В 1858 году он окончил кандидатом курс физико-математического факультета, получив серебряную медаль за сочинение геологического содержания.
По окончании университета вместе со своим товарищем по университету А. С. Фаминицым уехал за границу. В Германии работал в Гейдельберге в лаборатории под руководством Холле, а затем во Фрайберге, у профессора де Бари. В те времена Германия ещё не обладала теми обширными и похожими на дворцы учёными учреждениями, которые впоследствии воздвиглись не только в столицах, но и во многих из университетских городов. Ботанический кабинет Фрайберга состоял всего из одной комнаты при оранжерее. Здесь Воронин окончательно предался изучению ботаники и научился работать настойчиво и методически. В лаборатории Де Бари он выполнил первую ботаническую работу — по анатомии стебля Calycanthus.
В 1860 году он отправился в Антиб, местечко на берегу Генуэзского залива, где проживал учёным отшельником французский ботаник — альголог Гюстав Тюре. Под его руководством Воронин употребил весну и лето на изучение морских водорослей и сделал первую свою альгологическую работу («Исследования над морскими водорослями Acetabularia и Espera»), послужившую ему диссертацией на степень магистра, которую он и получил в 1861 году от Санкт-Петербургского университета. Состоял на службе по Министерству народного просвещения смотрителем Гдовского уездного училища в 1861—1862 годах, Петербургского Рождественского училища в 1862—1882 годах. 
Докторскую степень он получил в 1874 году от Новороссийского университета в Одессе — без защиты диссертации (honoris causa), что указывало на выдающееся значение его трудов.
В 1884 году М. С. Воронин был избран членом-корреспондентом Императорской Академией наук, где стал заведовать отделом споровых растений; с 1898 года был сверхштатным ординарным академиком по ботанике. Принужденный к частым отлучкам и даже к продолжительному пребыванию за границей по расстройству здоровья, Воронин не мог отдаться профессорской деятельности. Тем не менее, в 1869—1870 годах он читал лекции по микологии в качестве приват-доцента Санкт-Петербургского университета, а в 1873—1875 годах — Санкт-Петербургских высших женских медицинских курсах — по микологии и морфологии клетки.
Многочисленные учёные работы Воронина касаются преимущественно класса грибов (микологии) и тех низших организмов, что стоят на грани между животными и растениями. Научные заслуги его весьма значительны. Он открыл, подробно изучил и описал множество в высокой степени важных не только в ботаническом, но и в общебиологическом смысле низших организмов. Ему принадлежит, между прочим, открытие того организма, что живёт в клубеньках многих бобовых растений, способствуя к накоплению азота почвенного воздуха и к переводу его в самое растение. Грибная болезнь подсолнечника открыта и изучена им же; то же до́лжно сказать о болезни капустных растений.
Все работы Воронина отличаются большой точностью. Его рисунки, без которых новейшая морфология не может обойтись, образцовы. Поэтому мы встречаем перепечатку их во всех сколько-нибудь обширных руководствах русских, но преимущественно — иностранных. Он издавал свои сочинения на немецком и французском языках, но почти всегда также и на русском, некоторые же только на русском.

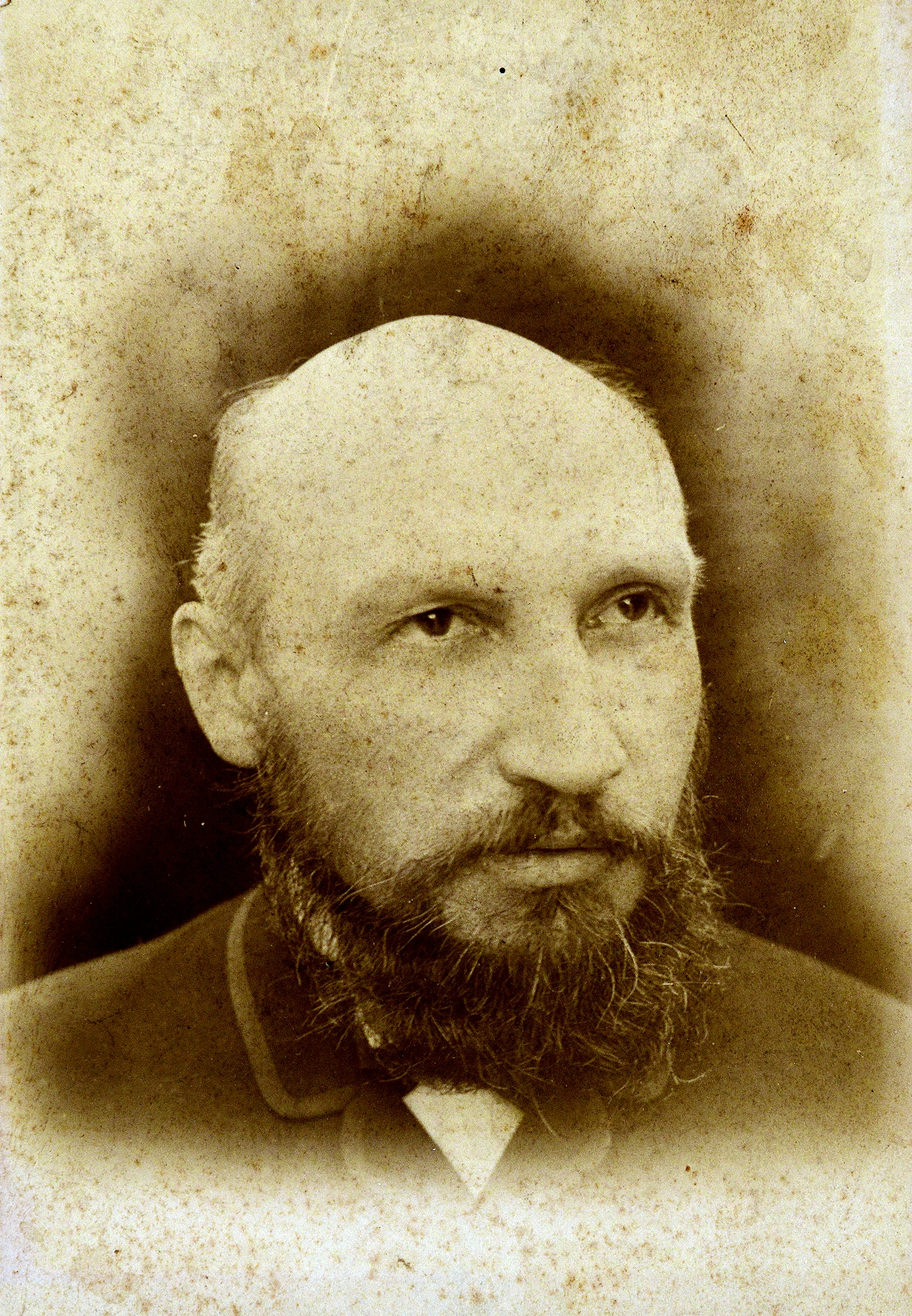

М. С. Воронин много внимания уделял научно-общественной деятельности. С момента возникновения Петербургского общества естествоиспытателей (1868) до конца жизни он был деятельным членом этого научного общества, выполняя обязанности секретаря ботанического отделения, при этом оказывает немалую материальную поддержку обществу. В 1878 году Российское общество садоводства присудило М. С. Воронину золотую медаль за исследование капустной килы, а в 1882 году Академия наук присудила ему премию имени К. Ф. Бэра за его микологические исследования. Воронин был избран почётным членом Московского общества испытателей природы (1864), Общества любителей естествознания, антропологии и этнографии (1889), Российского общества садоводства (1891), Петербургского общества естествоиспытателей (1894), Немецкого ботанического общества (1895), Харьковского и Юрьевского университетов (1902). Лондонское Линнеевское общество избрало М. С. Воронина в число своих иностранных членов ( по другим сведениям с 1896 года он был членом Лондонского королевского общества). Был избран в почётные члены Учёного комитета Министерства земледелия и государственных имуществ 13 марта 1899 года.
Был награждён орденами Св. Станислава 3-й (1864) и 2-й (1868) степеней, Св. Анны 3-й степени (1873),  Св. Владимира 4-й степени (1878). В 1878 году получил золотую медаль императорского российского общества садоводства; в 1882 году  — премия им. академика К. Бэра. С 10 января 1898 года — статский советник, затем — действительный статский советник. 
Владелец домов и промышленных предприятий, как меценат, М. С. Воронин много сделал для материальной поддержки науки и образования. Он участвовал в организации и проводил занятия на Владимирских женских курсах; состоял членом «общества для доставления средств Высшим женским (Бестужевским) курсам», внёс часть средств на постройку здания курсов на 10-й линии Васильевского острова. На его деньги строилась Бородинская биологическая станция, где многие известные биологи из Санкт-Петербурга и Москвы получили возможность проводить полевые исследования. М. С. Воронин пожертвовал Санкт-Петербургскому университету средства для строительства здания кафедры ботаники, которая по настоящее время это здание занимает, а также оранжерей. Во время поездки в Италию, Францию и Германию в 1877—1887 годах он покупал растения для университетского ботанического сада.
Скончался 20 февраля (5 марта) 1903 года. Смерть застала его за исследованием содержимого желудка мамонта, привезённого в Академию наук одной из северных экспедиций. Похоронен в Санкт-Петербурге на Новодевичьем кладбище.

## Семья
- Первая жена — Елена Николаевна Быкова (1843—1877), дочь Николая Ивановича Быкова (1812—1884) и Клары Ивановны, урождённой Штукенберг (1819-1882)[7]
  - Дочь — Вера (1865—1946) замужем за Павлом Петровичем Шатько, у них дети: Михаил, Ксения и Елена[7].
  - Дочь — Елена (1869—1954), была одной из важнейших корреспонденток немецкого поэта Р. М. Рильке, замужем за Дмитрием Алексеевичем Казицыным, племянником её мачехи[8], после революции Казицины в эмиграции, Елена Михайловна умерла в Париже[9].
- Вторая жена — Анна Романовна Казицина (1835—1910[8]), первым браком замужем за  Владимиром Карповичем Дебагорий-Мокриевичем[7]

## Увековечивание памяти
Признавая заслуги перед наукой именем Воронина назван род сифоновых водорослей — Woroninia, два рода хитридиевых грибов — Woroninella и Woronina.